# Oxypore roux
Oxyporus rufus
Espèce
L'oxypore roux (Oxyporus rufus) est une espèce de coléoptères de la famille des staphylinidés.
Il vit en forêt dans de vieux champignons, et capture des larves de mouches.
Extrait des Souvenirs entomologiques de J.-H. Fabre ( Série X, Chapitre 20) : « En tête des coléoptères amateurs de champignons, je placerai un Staphylin (Oxyporus rufus Lin.), joliment costumé de rouge, de bleu et de noir. En société de sa larve, cheminant à l'aide d'une béquille dressée sur l'arrière, il fréquente l'Agaric du peuplier (Pholiota oegerita Fries). C'est un spécialiste à régime exclusif. Fréquemment je le rencontre, soit au printemps, soit en automne, et jamais autre part que sur ce champignon. »